# Orit Noked

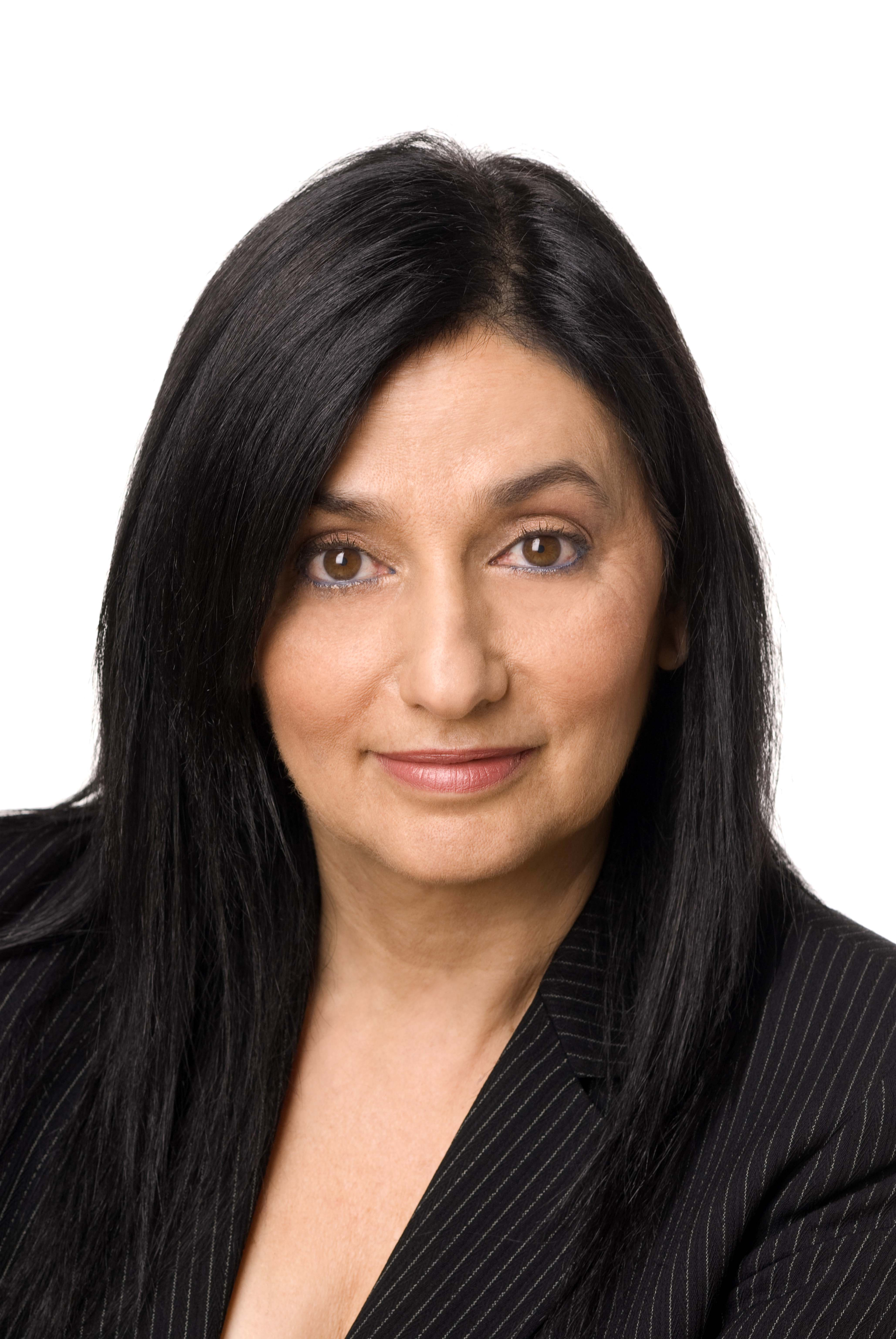
Orit Noked, 2008

Orit Noked (hebräisch אורית נוקד‎, * 25. Oktober 1952 in Jerusalem, Israel) ist eine israelische Politikerin und Knessetabgeordnete.

## Biografie
Noked studierte Rechtswissenschaften an der Hebrew University of Jerusalem. Anschließend war sie von 1985 bis 1992 als Rechtsberaterin für die Kibbuzbewegung tätig. Von 1996 bis 2002 war sie für diese Bewegung die Leiterin der Rechtsabteilung. Des Weiteren war sie auch für den Jüdischen Nationalfonds und für die Israelische Grundstücksverwaltung-Behörde tätig.
Nach den israelischen Wahlen 1996 zog sie für die Awoda-Partei in den Knesset ein. In der 16. Legislaturperiode bzw. dem 30. Regierungskabinett war Noked vom 11. Januar  2005 bis zum 23. November 2005 stellvertretende Ministerin des Vizepremiers. Anschließend war sie von 1. April 2009 bis zum 19. Januar 2011 in der 18. Legislaturperiode bzw. der 32. Regierung stellvertretende Ministerin für Wirtschaft und Handel und ist seit dem 19. Januar  2011  Ministerin für Landwirtschaft und ländliche Entwicklung.